# Marshall Neilan

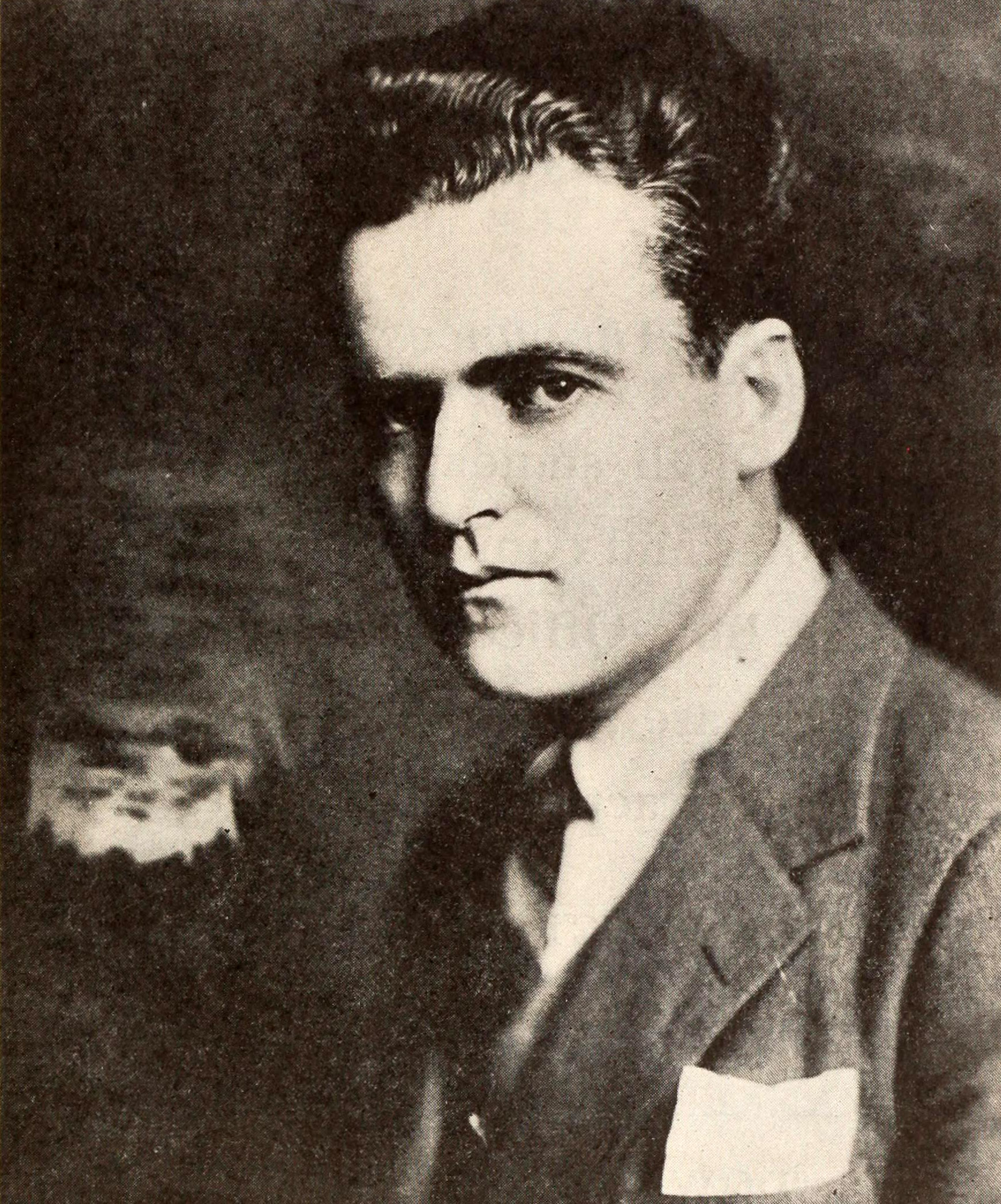
Marshall Neilan (1920)

Marshall Ambrose Neilan (auch Mickey Neilan; * 11. April 1891 in San Bernardino, Kalifornien; † 27. Oktober 1958 in Los Angeles, Kalifornien) war ein US-amerikanischer Filmproduzent, Drehbuchautor, Filmregisseur und Schauspieler.

## Leben und Filme
Bereits im Alter von elf Jahren brach Marshall Neilan die Schule ab, weil sein Vater starb und er jeden sich bietenden Job annehmen musste, um sich und seine Mutter ernähren zu können. Als Teenager begann er, kleine Rollen im Theater zu spielen. Er kam 1910 zum Film, als die Biograph ihren Umzug aus dem Osten der USA nach Hollywood vorbereitete. Er erhielt einen Job als Fahrer von David Wark Griffith. Der Regisseur ermunterte Neilan, sich selbst als Schauspieler zu versuchen.
1911 unterschrieb er einen Vertrag bei der Gesellschaft Kalem, wo er als Darsteller in Kurzfilmen oft neben etablierten Stars wie Alice Joyce und Ruth Roland zu sehen war. 1912 wechselte er zur American Film Company und drehte etliche Streifen unter der Regie von Allan Dwan. In dieser Zeit begann Marshall Neilan auch, Drehbücher zu verfassen und die Regie bei einzelnen Szenen seiner eigenen Filme zu übernehmen. Nach einigen weiteren Wechseln kehrte er 1914 zurück zu Kalem und stieg bald zum Hauptverantwortlichen für die Auswahl der Filmstoffe auf. Im Folgejahr wechselte er zur Selig Polyscope Company, wo er zum ersten Mal mit Mary Pickford zusammenarbeitete. Er folgte Pickford zur Famous Players-Lasky Corporation und war seit 1916 ausschließlich als Regisseur tätig. Ab 1917 übernahm er die Verantwortung für einige der erfolgreichsten Filme von Mary Pickford, darunter Rebecca of Sunnybrook Farm, The Little Princess (beide 1917) und Stella Maris aus dem Jahr 1918, in dem Pickford eine Doppelrolle spielte. Der Film enthielt eine der ersten Split-Scenes der Filmgeschichte, also eine Einstellung, in der der Schauspieler parallel und gleichzeitig, also ohne Schnitt-Gegenschnitt-Technik, in beiden Rollen auf der Leinwand erscheint.
Von 1920 und 1926 betrieb Marshall Neilan ein eigenes Produktionsunternehmen, die Marshall Neilan Productions, die ihre Filme über die Gesellschaft Metro und später aus deren Folgefirma MGM in den Verleih brachte. Die weiblichen Hauptrollen in den Filmen spielte meist Blanche Sweet, die damalige Ehefrau von Marshall Neilan. Zu den bekanntesten Filmen gehörte die Adaption von Thomas Hardys Klassiker Tess of the d'Urbervilles, sowie The Sporting Venus, der Blanche Sweet neben Ronald Colman zeigte. The Lotus Eater mit John Barrymore war ebenfalls sehr erfolgreich.
Seit Mitte des Jahrzehnts verschärfte sich jedoch die Alkoholsucht von Neilan, der zudem Affären mit zahlreichen weiblichen Stars teilweise parallel hatte. Mary Pickford musste einige Szenen während der Dreharbeiten zu Dorothy Vernon of Haddon Hall selber inszenieren, da der Regisseur zu betrunken war.
1929 war seine Karriere im Schwinden begriffen, und Neilan ging zur neu gegründeten Gesellschaft RKO Radio Pictures, für die er zwei frühe Musicals filmisch inszenierte, darunter The Vagabond Lover. 1930 war er einer der vielen Autoren, die an den nicht enden wollenden Dreharbeiten zu Howard Hughes’ bedeutendem Kriegsfilm Höllenflieger beteiligt waren. 1930 endeten auch die Arbeiten zu Forever Yours mit Mary Pickford in einem Fiasko und der Film wurde mitten in den Dreharbeiten gestoppt.
1937 beendete Neilan seine Filmkarriere. Erst 1957, kurz vor seinem Tod, erschien er in einer Nebenrolle in Elia Kazans Ein Gesicht in der Menge noch einmal in einer Nebenrolle als Senator.
Einige Aspekte aus seinem Leben verarbeitete David O. Selznick im Charakter des alkoholsüchtigen Regisseurs, der aus Constance Bennett im Film What Price Hollywood? von 1932 einen Star machte.

## Auszeichnungen
Marshall Neilan erhielt 1940 den DGA Honorary Life Member Award der Directors Guild of America. Auf dem Hollywood Walk of Fame erinnert ein Stern an ihn (bei 6233 Hollywood Blvd).

## Filmografie (Auswahl)

### Als Schauspieler
(Von 1912 bis 1913 nur Kurzfilme)
- 1912: How Jim Proposed
- 1912: Accidents Will Happen
- 1912: 'Walk, -- You, Walk!'
- 1912: The Tenderfoot’s Troubles
- 1912: The Romance of a Dry Town
- 1912: The Kidnapped Conductor
- 1912: The Pasadena Peach
- 1912: When the Fire–Bells Rang
- 1912: Ranch Girls on a Rampage
- 1912: The Reward of Valor
- 1912: The Brand
- 1912: Cupid Through Padlocks
- 1912: For the Good of Her Men
- 1912: The Weaker Brother
- 1912: The Tell–Tale Shells
- 1912: The Outlaw Colony
- 1912: The Bandit of Point Loma
- 1912: The Will of James Waldron
- 1912: The Greaser and the Weakling
- 1912: The Stranger at Coyote
- 1912: The Vengeance That Failed
- 1912: The Foreclosure
- 1912: Calamity Anne’s Ward
- 1912: Father’s Favorite
- 1912: The Best Man Wins
- 1912: The Wooers of Mountain Kate
- 1912: One, Two, Three
- 1912: The Wanderer
- 1912: The Intrusion at Lompoc
- 1912: A Busy Day in the Jungle
- 1912: A Mountain Tragedy
- 1912: Why Tightwad Tips
- 1912: The Peace Offering
- 1913: The Mission of a Bullet
- 1913: The Manicurist and the Mutt
- 1913: The Horse That Wouldn’t Stay Hitched
- 1913: Three Suitors and a Dog
- 1913: The Matrimonial Venture of the 'Bar X' Hands
- 1913: Trixie and the Press Agent
- 1913: The Cold Storage Egg
- 1913: Sally’s Guardian
- 1913: The Sheriff of Stone Gulch
- 1913: Parcel Post Johnnie
- 1913: Absent Minded Abe
- 1913: Jones’ Jonah Day
- 1913: The Cat and the Bonnet
- 1913: The 'Fired' Cook
- 1913: Fatty's Deception
- 1913: The Bravest Girl in California
- 1913: The Phony Singer
- 1913: A Coupon Courtship
- 1913: Fatty’s Busy Day
- 1913: The Wanderer
- 1913: Toothache!
- 1913: The Hash House Count
- 1913: Pat, the Cowboy
- 1913: The Egyptian Mummy
- 1913: The Black Hand
- 1913: The Comedy Team's Strategy
- 1913: When Women Are Police
- 1913: The Spirit of the Flag
- 1913: Percy’s Wooing
- 1913: The Rube and the Boob
- 1913: Partners
- 1913: In Love and War
- 1913: Cupid’s Lariat
- 1913: Women and War
- 1913: The Guerilla Menace
- 1913: Curing Her Extravagance
- 1913: The Powder Flash of Death
- 1913: The Picket Guard
- 1913: Mental Suicide
- 1913: Man’s Duty
- 1913: The Animal
- 1913: The Harvest of Flame
- 1913: The Wall of Money
- 1913: The Hobo and the Myth
- 1913: The House of Discord
- 1913: The Wedding Gown
- 1914: Only One Shirt (Kurzfilm)
- 1914: The Sentimental Sister (Kurzfilm)
- 1914: Vaccinating the Village (Kurzfilm)
- 1914: Classmates (Kurzfilm)
- 1914: A Bottled Romance (Kurzfilm)
- 1914: Judith of Bethulia
- 1914: Stung (Kurzfilm)
- 1914: Dippy’s Dream (Kurzfilm)
- 1914: McBride’s Bride (Kurzfilm)
- 1914: The Wages of Sin (Kurzfilm)
- 1914: An Elopement in Rome (Kurzfilm)
- 1914: The Billionaire (Kurzfilm)
- 1914: Fleeing from the Fleas (Kurzfilm)
- 1914: Rube, the Interloper (Kurzfilm)
- 1914: Wanted: An Heir (Kurzfilm)
- 1914: The Bingville Fire Department (Kurzfilm)
- 1914: Don’t Monkey with the Buzz Saw (Kurzfilm)
- 1914: A Substitute for Pants (Kurzfilm)
- 1914: Sherlock Bonehead (Kurzfilm)
- 1914: When Men Wear Skirts (Kurzfilm)
- 1914: Men and Women (Kurzfilm)
- 1914: Ham the Lineman (Kurzfilm)
- 1914: The Slavery of Foxicus (Kurzfilm)
- 1914: The Tattered Duke (Kurzfilm)
- 1914: Ham and the Villain Factory (Kurzfilm)
- 1914: Lizzie the Life Saver (Kurzfilm)
- 1914: Ham, the Piano Mover (Kurzfilm)
- 1914: Ham the Iceman (Kurzfilm)
- 1914: Bud, Bill and the Waiter (Kurzfilm)
- 1914: The Bold Banditti and the Rah, Rah Boys (Kurzfilm)
- 1914: Cupid Backs the Winners (Kurzfilm)
- 1914: The Winning Whiskers (Kurzfilm)
- 1914: The Reformation of Ham (Kurzfilm)
- 1914: Love, Oil and Grease (Kurzfilm)
- 1915: Getting Father’s Goat (Kurzfilm)
- 1915: Put Me Off at Wayville (Kurzfilm)
- 1915: The Country Boy (Verschollen)
- 1915: The Love Route
- 1915: The Commanding Officer
- 1915: May Blossom
- 1915: Little Pal
- 1915: Rags
- 1915: A Girl of Yesterday
- 1915: Madame Butterfly
- 1916: Mice and Men (Verschollen)
- 1916: The Cycle of Fate
- 1916: The Prince Chap
- 1916: The Crisis
- 1919: Daddy-Long-Legs
- 1923: Der Markt der Seelen (Souls for Sale) (Cameo)
- 1923: Broadway Gold
- 1936: Hollywood Boulevard
- 1937: Ein Stern geht auf (A Star Is Born)
- 1957: Das Gesicht in der Menge (A Face in the Crowd)

### Als Regisseur
- 1914: The Slavery of Foxicus (Kurzfilm)
- 1915: Ham at the Garbage Gentleman’s Ball (Kurzfilm)
- 1915: Ham at the Fair
- 1915: The Come Back of Percy (Kurzfilm)
- 1915: A Thing or Two in Movies (Kurzfilm)
- 1917: A Strange Adventure (Kurzfilm)
- 1917: The Jaguar’s Claws
- 1917: Rebecca of Sunnybrook Farm
- 1917: The Little Princess
- 1918: War Reliefy (Kurzfilm)
- 1918: Stella Maris
- 1918: Amarilly of Clothes–Line Alley
- 1918: M’Liss
- 1918: Heart of the Wilds (Verschollen)
- 1919: Daddy-Long-Legs
- 1919: Her Kingdom of Dreams
- 1919: In Old Kentucky
- 1921: The Lotus Eater
- 1922: Der Klub der Unterirdischen (Penrod)
- 1923: The Rendezvous
- 1924: Der Ritt ums Leben (Dorothy Vernon of Haddon Hall)
- 1924: Tess of the D’Urbervilles
- 1925: Die Sportprinzessin (The Sporting Venus)
- 1926: Everybody’s Acting
- 1927: Die Venus von Venedig (Venus of Venice)
- 1927: Her Wild Oat
- 1928: His Last Haul/Pious Crooks
- 1929: The Awful Truth
- 1929: The Vagabond Lover
- 1930: Forever Yours
- 1930: Sweethearts on Parade
- 1931: Ex–Sweeties (Kurzfilm)
- 1934: The Social Register
- 1934: Chloe, Love Is Calling You
- 1934: The Lemon Drop Kid
- 1935: This Is the Life
- 1937: Sing While You’re Able
- 1937: Swing It, Professor/Swing It Buddy
- 1937: Thanks for Listening/Partly Confidential